# The Rose of Castille

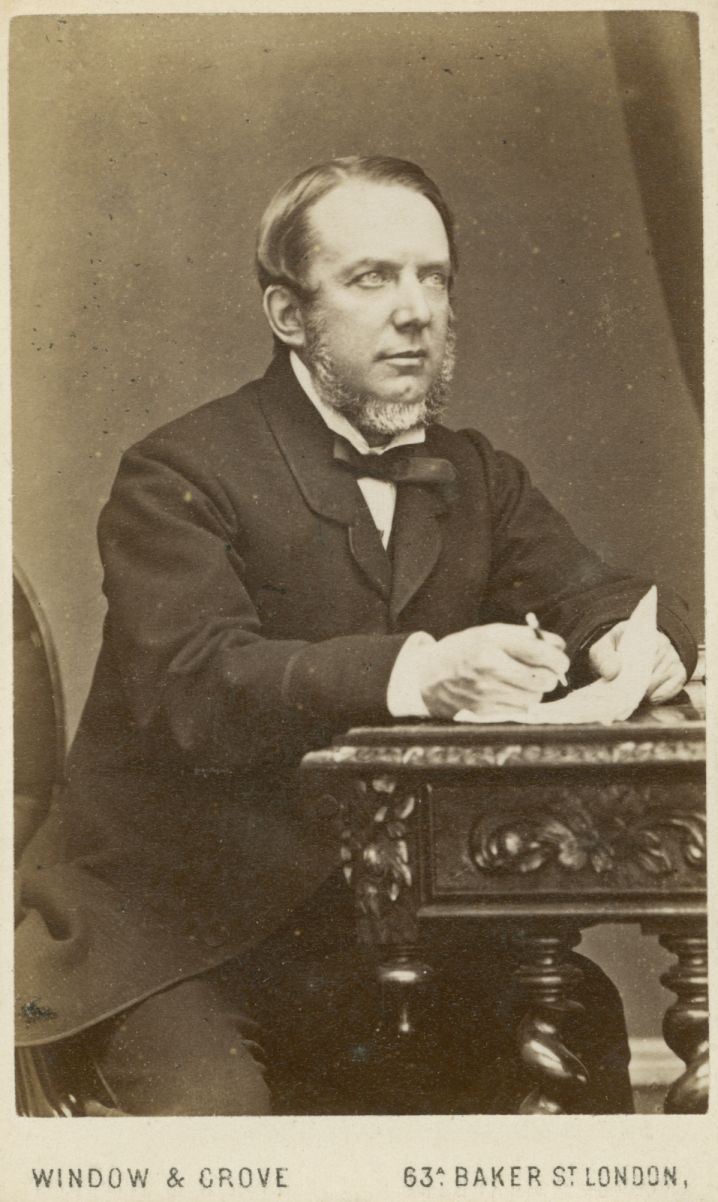
Michael William Balfe

The Rose of Castille (Kastiliens ros) är en engelsk opera i tre akter med musik av Michael William Balfe och libretto av Augustus Harris och Edmund Falconer. Librettot bygger på Adolphe d'Ennerys och Clairvilles (pseudonym för Louis-François Nicolaïe) libretto till Adolphe Adams opera Le muletier de Tolède (1854).

## Historia
Balfe komponerade The Rose of Castille på mindre än sex veckor mellan 19 september och 11 oktober 1857. Verket skrevs för sopranen Louisa Pynes och tenoren William Harrisons nystartade operakompani. Det var också Balfes återkomst till scenen efter fem års bortavaro. Louisa Pyne sjöng själv rollen som drottning Elvira och Balfe försåg henne därför med en rad av virtuosa arior. Operan hade premiär den 29 oktober 1857 på Lyceum Theatre i London. En galaföreställning av operan gavs den 21 januari 1858 på Her Majesty's Theatre i samband med det förestående bröllopet mellan drottning Victorias dotter prinsessan Victoria och den blivande Fredrik III av Tyskland.

## Personer
- Drottning Elvira av León (sopran)
- Donna Carmen, hennes hovdam (kontraalt)
- Manuel, en mulåsnedrivare (tenor)
- Don Pedro, drottningens kusin (bas)
- Don Florio, en medbrottsling till Don Pedro (baryton)
- Don Sallust, en annan medbrottsling till Don Pedro (tenor)

## Handling
Den spanske aristokraten Don Pedro konspirerar för att ta makten från Elvira, den vackra unga drottningen av Léon. För att skapa oro låter Pedro hämta en bondflicka till hovet. Flickan är slående lik drottningen vilket inte är så konstigt då det är drottningen som har klätt ut sig för att spionera på Don Pedro. Hon får hjälp av den modige mulåsnedrivaren Manuel, som hon älskar, att avslöja Pedros intriger. När Pedro bli medveten om hennes rätta identitet uppmuntrar han hennes förbindelse med Manuel, i hopp om att detta ska påskynda hennes abdikation. Men Manuel är i själva verket prins av Kastilien. Efter att Don Pedros plan har misslyckats drottning Elvira även Kastiliens ros.